# Cootie Williams
Charles Melvin Williams, ps. „Cootie” (ur. 10 lipca 1911 w Mobile, zm. 10 września 1985 w Nowym Jorku) – afroamerykański muzyk jazzowy, jump bluesowy i rhythmandbluesowy, trębacz i bandlider. Jeden z najwybitniejszych przedstawicieli tego instrumentu w latach 30. XX wieku.

## Życiorys
Jego ojciec prowadził dom gry, matka zaś była organistką kościelną. Kiedy był małym dzieckiem, rodzice zabrali go na koncert. Zapytany później przez ojca: „Co słyszałeś”, odpowiedział: „Cootie, cootie, cootie”. W ten sposób zyskał na całe życie swój słynny przydomek. W wieku pięciu lat rozpoczął próby z grą na perkusji, ale bardziej chciał grać na puzonie. Był jednak za mały, żeby w pełni wysunąć suwak. W rezultacie, mimo jego protestów, nakłoniono go do gry na trąbce. W niedalekiej przyszłości trębacz Louis Armstrong stał się jego idolem. Mając czternaście lat zaczął występować w zespole rodziny Youngów, w którym saksofonistą był późniejszy gigant tego instrumentu Lester. Grał z różnymi grupami na rodzinnym Południu. W 1928 przyjechał do Nowego Jorku z zespołem The Ross Deluxe Syncopaters, który po dwutygodniowych, nieudanych występach rozwiązał się. „Cootie” już na zawsze pozostał w Wielkim Jabłku. Początkowo przez niedługi czas grał w orkiestrach Chicka Webba i Fletchera Hendersona, aby w lutym 1929 zastąpić Jamesa Mileya w big-bandzie Duke’a Ellingtona.
Zyskał renomę, grając do 1940 z zespołem Ellingtona w Cotton Clubie w Harlemie. W tym czasie nagrywał zarówno z orkiestrą szefa, jak pod własnym nazwiskiem. Jako sideman brał także udział w sesjach z Lionelem Hamptonem, Teddym Wilsonem i Billie Holiday. Był znany ze swojej wirtuozerii oraz gry w ellingtonowskim stylu „jungle” (np. w utworze Echoes of the Jungle) i mistrzowskiego posługiwania się tłumikiem. Dla niego Ellington skomponował utwór Concerto for Cootie, który po dopisaniu tekstu otrzymał tytuł: Do Nothing till You Hear from Me i z czasem stał się standardem. Występował jako solista również w wielu innych kompozycjach Ellingtona m.in. Echoes of Harlem, Harlem Air Shaft i utworze religijnym The Shepherd Who Watches Over the Night Flock.
W 1940 przeszedł do orkiestry Benny’ego Goodmana. Fakt ten odbił się głośnym echem i został uznany za wielkie wydarzenie w świecie jazzu. Kompozytor Raymond Scott upamiętnił je nawet nieudanym utworem–pastiszem When Cootie Left the Duke. Przez rok spędzony z Goodmanem był wyróżniającym się solistą zarówno w big-bandzie jak sekstecie klarnecisty. W 1941 sam założył orkiestrę, w której w następnych latach grali wybitni muzycy, m.in. pianista Bud Powell oraz saksofoniści Charlie Parker, Eddie „Lockjaw” Davis i Eddie „Cleanhead” Vinson, który również śpiewał. W 1947 doszło do niezwykłego wydarzenia. Trębacz nakazał członkom orkiestry zaszczepić się przeciwko ospie. Sam również poddał się szczepieniu, ale tylko on zaraził się chorobą, zauważając po dwóch dniach jej objawy. Podczas rekonwalescencji skomponował utwór Boogie ospa (Cowpox Boogie), którym upamiętnił ten niemiły, choć zabawny epizod.
W 1948 zreorganizował swój zespół, pomniejszając go do sekstetu. Zaczął grać muzykę bliską rhythm’n’bluesowi. Stale występował w Savoy Ballroom w Harlemie. W latach 50. jego popularność znacznie zmalała. Niemniej w 1962, po 22. latach nieobecności, powrócił w charakterze solisty do orkiestry Ellingtona, pozostając w niej nawet po śmierci bandlidera w 1974. W tym czasie jednak jego gra solistyczna uległa uproszczeniu, straciła dawną, armstrongowską brawurę, choć nadal perfekcyjnie operował tłumikiem.
W ostatniej dekadzie życia bardzo ograniczył pracę. W 1975 otrzymał zaproszenie i wystąpił w przerwie meczu o Super Bowl. W 1978 zagrał swoje ostatnie solo na płycie wokalistki Teresy Brewer.
Zmarł wskutek choroby nerek w Long Island Jewish Hospital. Miał 74 lata. Został pochowany na nowojorskim cmentarzu Woodlawn. Zostawił po sobie żonę – Catherine (ur. 1913 – zm. 2000).

## Wybrana dyskografia

### Jako lider i współlider
- 1957 Cootie & Rex – The Big Challenge (Jazztone)
- 1958 Cootie Williams in Hi-Fi (RCA Victor)
- 1959
  - Cootie Williams And Wini Brown – Around Midnight (Jaro)
  - Cootie (Decca)
  - Porgy & Bess Revisited – Stewart–Williams & Co. (Warner Bros.)
- 1960 Do Nothing till You Hear from... Cootie (Warwick)
- 1962 The Solid Trumpet of Cootie Williams (Moodsville)
- 1975 Cootie Williams – New York 1944 – Sextet And Big Band (Jazz Anthology)
- 1985 Roll ’Em (Big Band Era)
- 1986 Cootie Williams And His Savoy Ballroom Orchestra (RCA Victor)
- 1995 Cootie Williams and His Orchestra 1941–1944 (Classics Records)

### Jako sideman
- 1988 Billy Eckstine – Billy Eckstine And Cootie Williams 1944 – Rhythm in a Riff (Harlequin)
- Duke Ellington
  - 1967 Far East Suite (RCA)
  - 1985 All Star Road Band, Volume 2 (Doctor Jazz)
  - 1980 Duke Ellington–Johnny Hodges–Cootie Williams–Cat Anderson – I Giganti Del Jazz, Vol. 12 (Curcio)
- 1955 Johnny Hodges – Hodge Podge – Johnny Hodges And His Orchestra (Epic)
- 1965 Joya Sherrill – Joya Sherrill Sings Duke (20th Century Fox)

Zestawienie wg dat wydania płyt

## Upamiętnienie
W 1991 został pośmiertnie wprowadzony do Jazzowego Panteonu Sław Alabamy (Alabama Jazz Hall of Fame).

## Uwaga
1. ↑  Niektóre źródła podają również – prawdopodobnie błędnie – 1908[1] lub 1910[2] jako rok jego urodzin. Na nagrobku widnieje data: 10 lipca 1911[1].